# سیارک ۱۴۷۳۹
سیارک ۱۴۷۳۹ (به انگلیسی: 14739 Edgarchavez، نامگذاری:2000EF21)۱۴۷۳۹مین سیارک کشف شده‌است که در ۰۳ مارس ۲۰۰۰ کشف شد.